# 曲調夫子
曲調夫子（日语：ミスターメロディ），是美國出生的日本純種競賽馬匹。生涯活躍於短途賽事，曾勝出2019年高松宮紀念。

## 出賽前
2015年3月29日出生於美國Bell Tower Thoroughbreds，成長途中被賽馬機構Green Field購入並引入日本。
其後交由栗東訓練中心練馬師藤原英昭訓練。

## 競賽生涯

### 2歲
2017年11月4日於東京競馬場出戰2歲新馬，比賽途中以領放姿態進入直路，並於直路上繼續衝刺，以8馬位輕鬆取得首勝。
其後出戰條件戰寒椿賞，雖然再次於比賽途中領放，但於直路上被名將佳品超越，奪得第二。
12月28日出戰希望賞，本次比賽並未領放意思採取中團靠前的戰術，並於最後直路開始加速衝刺。可惜其最終未能追上先一步於直路衝出的Overwrite，再次獲得第二。

### 3歲
2018年2月3日出戰3歲500萬獎金以下條件戰，於先頭部隊展開推進，並於直路成功衝出加速，最終以2 1/2馬位優秀再次獲得勝利。
3月17日出戰獵鷹錦標，不但爲其首次出戰分級賽，更是其首次出戰草地賽事。比賽開始後，其處於先頭有利位置推進，以第四通過最後彎道。最終，其成功於直路上加速拋離對手，獲得首個分級賽冠軍。
其後出戰NHK一哩賽，首次挑戰一級賽。比賽開始後，其處於第二的位置追趕領放馬，但於直路上些微失速，最終以第四完賽。
其後進入放草，備戰之後的賽事。
放草完畢後，於11月出戰黃金盃作爲復出戰，但未能成功掄元僅獲第五。
12月22日出戰阪神盃，比賽途中處於內欄有利位置推進，但於直路上未能追上領放馬天麗光輝而僅得第二。

### 4歲
2019年首戰爲阪急盃，雖然於比賽途中處於良好的速度，但於直路上和其他馬匹有碰撞，因而節奏被影響下僅以第七完賽。
3月24日出戰高松宮紀念，獲得第三人氣。比賽開始後，其於先頭部隊推進，以靠前的位置通過最後彎道。進入直路後，其處於先頭位置，並於直路推進途中成功由特色星雲及湘南社歌兩駒中間透出取得領先，最終保持優勢下成功奪得首個一級賽冠軍。

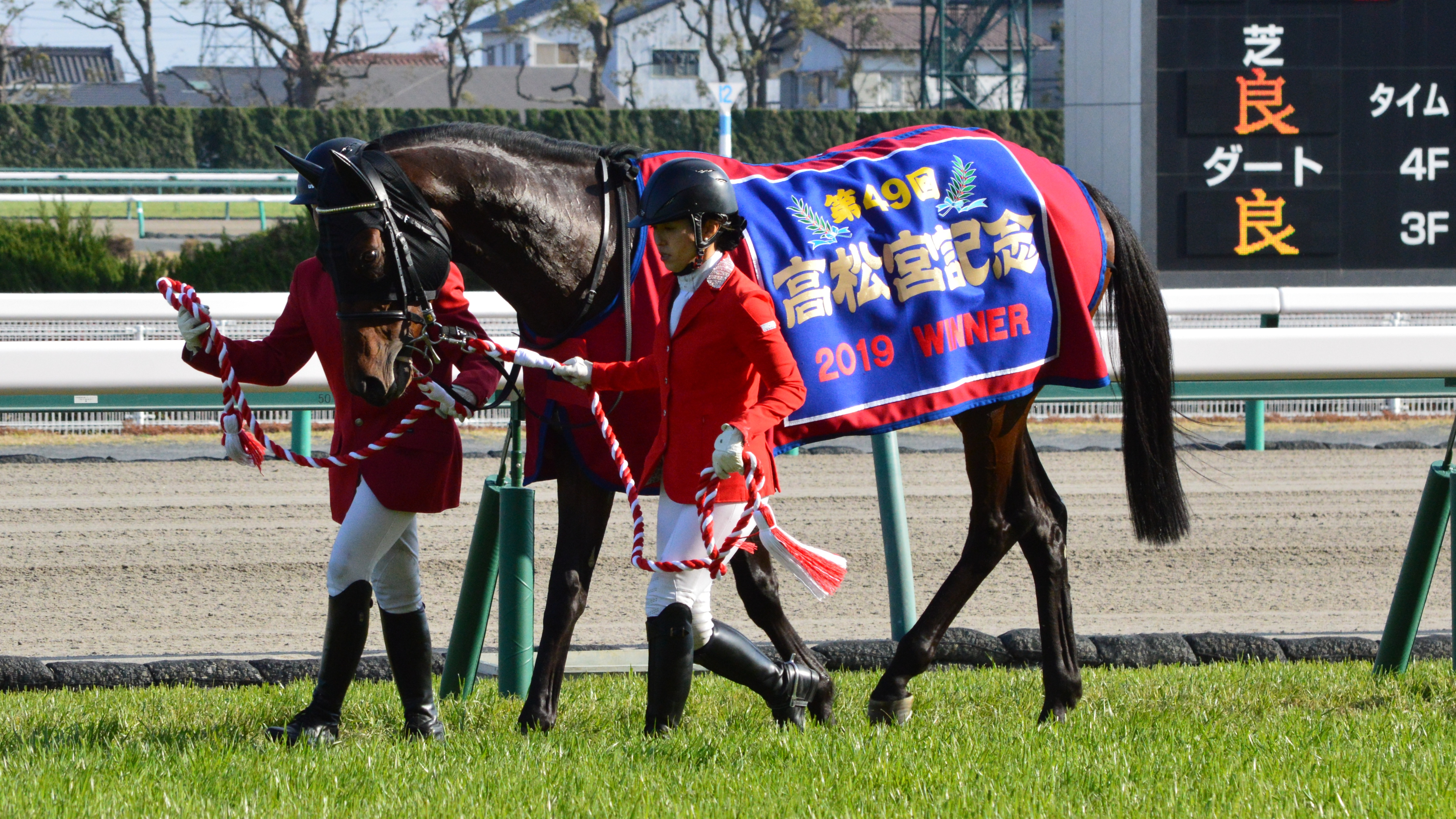
高松宮紀念頒獎儀式

放草半年過後於9月出戰人馬錦標，雖然其於此次獲得高松宮紀念冠軍，但由於被質疑是否可以於右轉的阪神競馬場發揮實力，因而僅獲得第二人氣。比賽開始後，其處於中團位置推進，但於直路上未能衝出加速，最終以第八名完賽。
其後出戰短途馬錦標，劍指稱霸春秋短途賽，但由於於上場人馬錦標證實其右轉賽道能力不佳，加上處於不利先頭馬的外檔檔位，只獲得第六人氣。比賽開始後，其處於先頭部隊追趕領放的魔族閃焰，並以第二的位置通過最後彎道。進入直路後，其並未成功保持速度，於些微失速下不但未能追上魔族閃焰，更被倫敦塔及野田重擊超越，最終獲得第四。
11月4日出戰日本育馬場盃短途賽，時隔多場比賽再次出戰泥地賽事，但於直路上失速，最終以第六名完賽。

### 5歲
放草大半年後於2020年6月7日以安田紀念作爲復出戰，但以第十一大敗。
其後再次進入放草，並於9月13日出戰人馬錦標獲得第三。
10月出戰短途馬錦標獲得第四，被認爲成績河源可點
11月3日出戰日本育馬場盃短途賽，但再次因爲失速而以第十二大敗。
其後陣營宣佈安排其退役，並於12月26日取消於日本中央競馬會的賽駒註冊。

### 詳細賽績
| 日期       | 舉辦國家 | 馬場 | 距離   | 級別 | 賽事名稱           | 負重 | 騎師     | 馬號 | 出馬 | 名次 | 時間           | 頭馬（二馬）      |
| ---------- | -------- | ---- | ------ | ---- | ------------------ | ---- | -------- | ---- | ---- | ---- | -------------- | ----------------- |
| 4/11/2017  | 日本     | 東京 | 泥1300 |      | 2歲新馬            | 55   | 戶崎圭太 | 1    | 13   | 1    | 1:17.4         | （Ryono Tesoro）  |
| 2/12/2017  | 日本     | 中京 | 泥1400 |      | 寒椿賞             | 55   | 北村友一 | 9    | 9    | 2    | 1:24.5         | 名將佳品          |
| 28/12/2017 | 日本     | 中山 | 泥1200 |      | 希望賞             | 55   | 李慕華   | 6    | 16   | 2    | 1:11.9         | Overwrite         |
| 3/2/2018   | 日本     | 東京 | 泥1400 |      | 3歲500萬獎金以下   | 56   | 戶崎圭太 | 13   | 16   | 1    | 1:23.9         | （Union Rose）    |
| 17/3/2018  | 日本     | 中京 | 草1400 | GIII | 獵鷹錦標           | 56   | 福永祐一 | 10   | 16   | 1    | 1:22.1         | （Asakusa Genki） |
| 6/5/2018   | 日本     | 東京 | 草1600 | GI   | NHK一哩賽          | 57   | 福永祐一 | 16   | 18   | 4    | 1:33.0         | 啟愛航海          |
| 11/11/2018 | 日本     | 東京 | 草1400 | OP   | 黃金盃             | 56   | 北村友一 | 5    | 16   | 5    | 1:20.7         | Roi Absolu        |
| 22/12/2018 | 日本     | 阪神 | 草1400 | GII  | 阪神盃             | 56   | 杜滿樂   | 2    | 16   | 2    | 1:21.2         | 天麗光輝          |
| 24/2/2019  | 日本     | 阪神 | 草1400 | GIII | 阪急盃             | 56   | 福永祐一 | 16   | 18   | 7    | 1:20.8         | 醒目奧丁          |
| 24/3/2019  | 日本     | 中京 | 草1200 | GI   | 高松宮記念         | 57   | 福永祐一 | 3    | 18   | 1    | 1:07.3         | （特色星雲）      |
| 8/9/2019   | 日本     | 阪神 | 草1200 | GII  | 人馬錦標           | 58   | 福永祐一 | 12   | 13   | 8    | 1:07.7         | 倫敦塔            |
| 29/9/2019  | 日本     | 中山 | 草1200 | GI   | 短途馬錦標         | 57   | 福永祐一 | 13   | 16   | 4    | 1:07.4         | 倫敦塔            |
| 4/11/2019  | 日本     | 浦和 | 草1400 | JpnI | 日本育馬場盃短途賽 | 57   | 福永祐一 | 1    | 12   | 6    | 1:25.9         | Bulldog Boss      |
| 7/6/20120  | 日本     | 東京 | 草1600 | GI   | 安田記念           | 58   | 北村友一 | 10   | 14   | 11   | 1:33.2（35.7） | 放聲歡呼          |
| 13/9/2020  | 日本     | 中京 | 草1200 | GII  | 人馬錦標           | 57   | 北村友一 | 7    | 17   | 3    | 1:08.1         | 野田重擊          |
| 4/10/2020  | 日本     | 中山 | 草1200 | GI   | 短途馬錦標         | 57   | 福永祐一 | 7    | 16   | 4    | 1:08.8         | 放聲歡呼          |
| 3/11/2020  | 日本     | 大井 | 草1200 | JpnI | 日本育馬場盃短途賽 | 57   | 福永祐一 | 16   | 16   | 12   | 1:12.2         | Sabuno Junior     |

## 退役後
退役後，曲調夫子成爲了配種馬，於北海道新冠町優駿Stallion Station休養，在2021年進行配種。首批子嗣於2022年出生，首批子嗣可於2024年出賽。

## 血統簡介
父系Scat Daddy爲美國賽駒，生涯戰績不俗，曾勝出一級賽佛羅里達州打吡大賽，退役後配種成績極佳，子嗣包括美國三冠馬正義。祖父約翰內斯爲美國生產的愛爾蘭賽駒，生涯戰績極佳，曾四勝一級賽。
母系Trusty Lady爲美國馬匹，生涯無出賽紀錄。外祖父Deputy Minister爲加拿大賽駒，生涯曾勝出多項泥地賽事，退役後亦成爲著名種馬，有着許多子嗣。

### 血統表
| 父線：雷貓系（雷鳥系）                   |                                |                |                 |
| 種馬 Scat Daddy 2004年（深棗色）         | 約翰內是 1999年（棗色）        | Hennessy       | [[[雷貓]]       |
| 種馬 Scat Daddy 2004年（深棗色）         | 約翰內是 1999年（棗色）        | Hennessy       | Island Kitty    |
| 種馬 Scat Daddy 2004年（深棗色）         | 約翰內是 1999年（棗色）        | Myth           | Ogygian         |
| 種馬 Scat Daddy 2004年（深棗色）         | 約翰內是 1999年（棗色）        | Myth           | Yarn            |
| 種馬 Scat Daddy 2004年（深棗色）         | Love Style 1999年（栗色）      | 淘金者         | Raise a Native  |
| 種馬 Scat Daddy 2004年（深棗色）         | Love Style 1999年（栗色）      | 淘金者         | Gold Digger     |
| 種馬 Scat Daddy 2004年（深棗色）         | Love Style 1999年（栗色）      | Likeable Style | 尼真斯基        |
| 種馬 Scat Daddy 2004年（深棗色）         | Love Style 1999年（栗色）      | Likeable Style | Rersonable Lady |
| 繁殖雌馬 Trusty Lady 1998年（棗色）      | Deputy Minister 1979年（棗色） | Vice Regent    | 北地舞人        |
| 繁殖雌馬 Trusty Lady 1998年（棗色）      | Deputy Minister 1979年（棗色） | Vice Regent    | Victoria Regina |
| 繁殖雌馬 Trusty Lady 1998年（棗色）      | Deputy Minister 1979年（棗色） | Mint Copy      | Bunty's Flight  |
| 繁殖雌馬 Trusty Lady 1998年（棗色）      | Deputy Minister 1979年（棗色） | Mint Copy      | Shakney         |
| 繁殖雌馬 Trusty Lady 1998年（棗色）      | Klassy Kim 1991年（棗色）      | Slient Screen  | Prince John     |
| 繁殖雌馬 Trusty Lady 1998年（棗色）      | Klassy Kim 1991年（棗色）      | Slient Screen  | Prayer Bell     |
| 繁殖雌馬 Trusty Lady 1998年（棗色）      | Klassy Kim 1991年（棗色）      | Kool Arrival   | Relaunch        |
| 繁殖雌馬 Trusty Lady 1998年（棗色）      | Klassy Kim 1991年（棗色）      | Kool Arrival   | Irish Arrival   |
| 雌系：號族：8-k                          |                                |                |                 |
| 五代內近親交配：淘金者 3×5、北地舞人 4×5 |                                |                |                 |

## 命名由來
名字中，Mr（ミスター）即是英語當中的「先生」，香港則採用較古典的譯法，翻譯為「夫子」，Melody（メロディ）則有旋律、曲調等意思。

## 外部連結
- 曲調夫子 netkeiba.com （页面存档备份，存于）
- 血統表 （页面存档备份，存于）